# Noyan
Noyan (plural noyad) era el segon nivell de la noblesa aristocràtica entre els mongols del segle xiii. Estaven per sota dels bagadur (valerosos). Equival a l'àrab nuyan (o nuyin). Un Noyan era el cap hereditari d'un clan fins al temps de Genguis Kan quan va passar a ser un grau militar.
Noyan seria l'equivalent del xinès kouei, és a dir noble. Per sota dels noyad (nobles/caps) estaven els guerrers o fidels. Els noyad dirigien els contingents mongols (formats per grups de 10, 100 i 1000 homes) i de fet van formar la nova aristocràcia imperial. Un noyan fou de fet equivalent a un capità o un comandant i gaudien de forces drets sobre els seus dominis (sobre la terra, la gent i les pastures). Amb la dinastia Yuan a la Xina un noyan era un funcionari que servia en un càrrec públic i n'hi havia 26.690 a l'inici del segle xiv.